# Antonow An-30
Die Antonow An-30 (NATO-Codename: Clank) ist ein sowjetisches Luftbildflugzeug, das Ende der 1960er Jahre entwickelt wurde. Die Maschine ist als Schulterdecker ausgelegt. Der Grundentwurf stammt von der Antonow An-24 FK ab. Wie diese verfügt sie über zwei Turboprop-Triebwerke Iwtschenko-Progress AI-24. Unterscheidungsmerkmale sind der stark verglaste Bug, das hochgesetzte Cockpit und ein Hilfstriebwerk in der rechten Triebwerksgondel. Wie die An-24 kann auch die An-30 auf wenig befestigten Kleinflugplätzen unter wechselnden Witterungsbedingungen operieren und verfügt über STOL-Eigenschaften.

## Entstehungsgeschichte
Der Prototyp An-24FK, von dem nur ein Exemplar entstand, wurde in den Jahren 1965–1967 vom OKB Berijew entwickelt. Hauptaufgabe war das Fotografieren der Erdoberfläche, um aus den so gewonnenen Daten Karten erstellen zu können. Insgesamt konnten fünf Kameras (drei senkrecht und zwei seitlich eingebaut) hinter entsprechenden verschließ- und beheizbaren Fenstern im Rumpf transportiert werden. Es handelt sich dabei um drei AFA-41 mit verschiedenen Brennweiten und je eine AFA-42/20 beziehungsweise А54/50-FK.
Der Erstflug des Prototyps fand am 21. August 1967 statt. 1971 fiel die Entscheidung zur Serienfertigung, nachdem die Flugtests positiv verlaufen waren. Die Serienmaschinen wurden dann Antonow An-30 genannt. Die Produktion fand im Werk Nr. 473 von Kiew statt.
Erstmals vorgestellt wurde die An-30 im Mai 1974 auf der Luftfahrtschau in Hannover. 1975 wurde ein Muster mit der Zulassung CCCP-30030 in Frankreich gezeigt. Die eigentliche Serienproduktion im Werk 473 in Kiew-Swjatoschino dauerte von 1975 bis 1980.

## Varianten

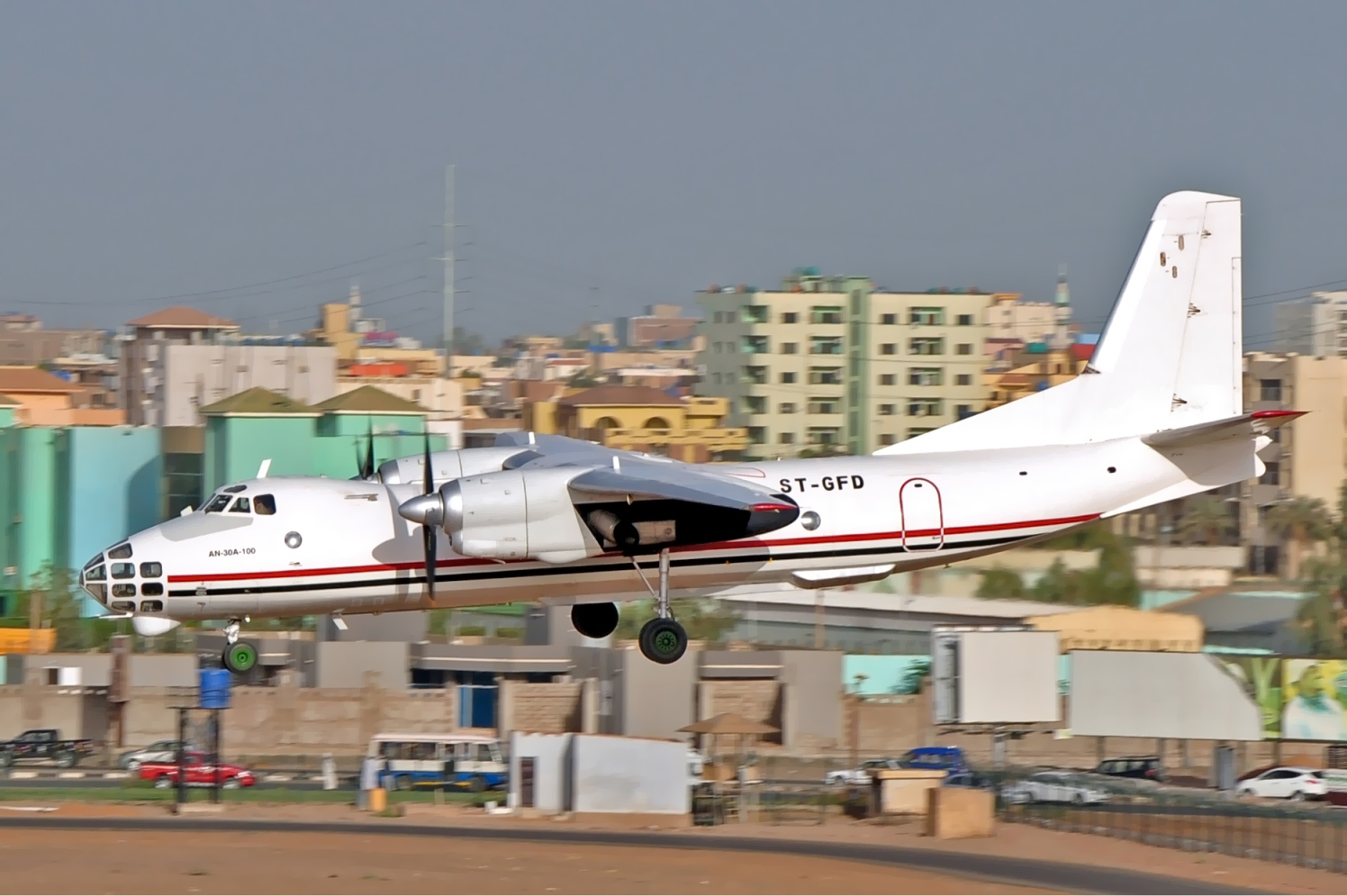
Antonow An-30A-100

### Antonow An-30A
Ziviles Luftbildflugzeug, 66 gefertigt, heute sind davon 11 in der Ukraine verblieben.

### Antonow An-30B
Militärischer Luftbildaufklärer, 26 gefertigt

### Antonow An-30D „Sibirjak“
Variante der An-30A mit besserer Navigationseinrichtung und größerer Treibstoffkapazität, die 1990 erschien. Die Variante wurde in der Arktis zur Eisbeobachtung, zur Fischereiüberwachung und als Transportflugzeug eingesetzt. Sie besitzt eine verbesserte Kommunikationsausrüstung, so etwa ein Bord-Faxgerät. Die Kameras erlauben es, zusätzliche Daten mit auf den Film zu belichten.

### Antonow An-30M „Meteosaschtschita“
Spezialmaschine zum Einsatz in der Wetterforschung. Die Maschine besitzt eine Sprüheinrichtung, um Trockeneis in die Atmosphäre einbringen zu können. Das Trockeneis wurde in acht Behältern zu je 130 kg anstatt der Fotoausrüstung transportiert.

## Einsatz

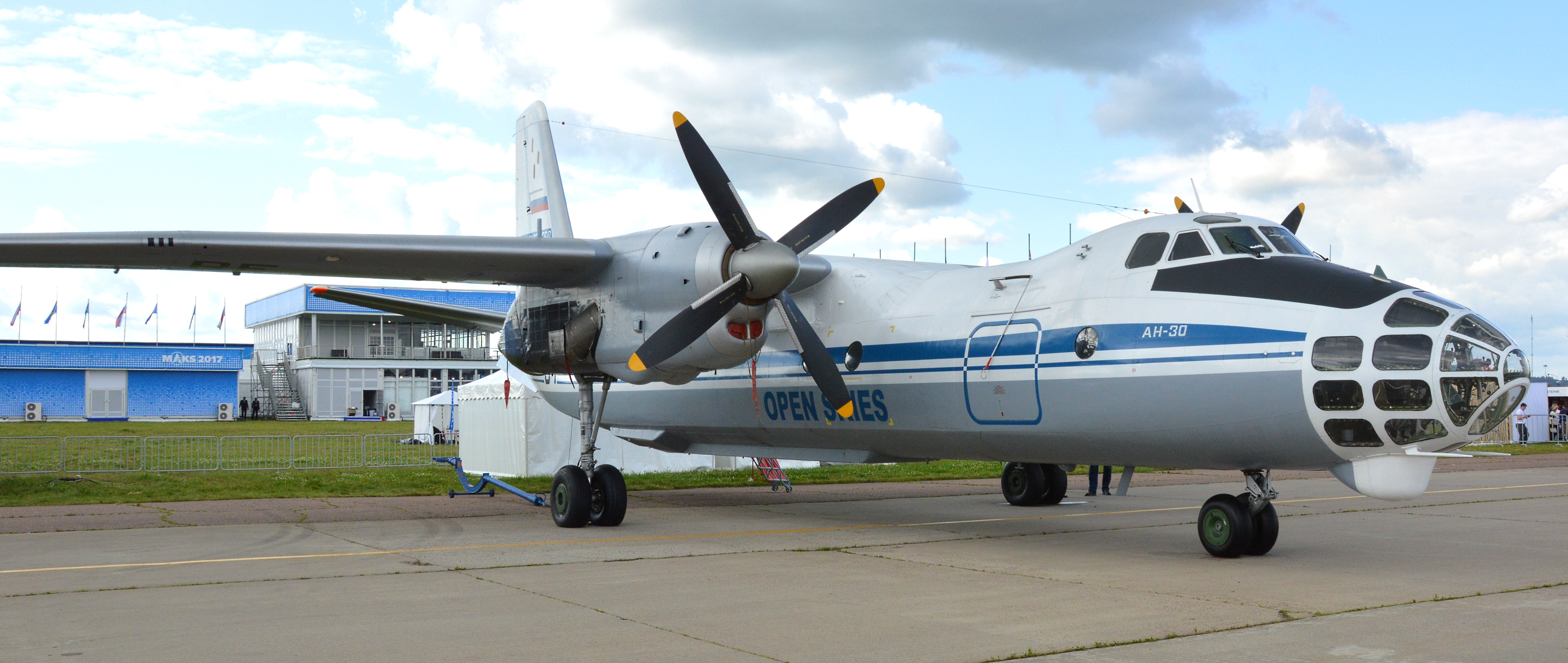
An-30 „Open-Skies“ (2017)

Von allen Varianten dieses Typs wurden insgesamt 123 Stück gefertigt, wovon noch etwa 30 bis 35 im Einsatz sind. Neben dem Einsatz in der UdSSR kam der Typ auch in Afghanistan, in der Tschechoslowakei, auf Kuba, in China, in Vietnam, in der Mongolei sowie in Rumänien zum Einsatz. Insgesamt wurden 23 Maschinen exportiert.
Je nach Kamerabestückung und Flughöhe können Luftbildaufnahmen in den Maßstäben von 1:3.000 bis 1:200.000 angefertigt werden. Die Kameraplattformen können dabei kreiselstabilisiert werden. Die Auslösung erfolgt halbautomatisch. Filme können direkt an Bord in einem Fotolabor entwickelt werden. Für den Komfort auf längeren Missionen sorgen Ruhesessel und eine Bordtoilette.
Im Jahr 1982 wurde mit Maschinen dieses Typs Afghanistan komplett kartografiert. Eine Maschine wurde dabei während des Einsatzes abgeschossen. Im Jahr 1987 wurden Maschinen in Angola eingesetzt. Im Jahr 1992 wurden sie von Russland und der Ukraine im Rahmen des Open-Skies-Abkommens verwendet, um Luftbilder von militärischen Einrichtungen in den USA aufzunehmen. Am 22. März 1992 kam es bei einer An-30 durch wiederholtes Ein- und Ausschalten des Autopiloten zu einer Schwingung des Flugzeuges um die Hochachse, was dazu führte, dass die Maschine in der Luft auseinanderbrach.
Im März 2013 wurde eine An-30B über Deutschland, den Niederlanden, Belgien und Luxemburg eingesetzt. Gestützt auf das Open-Skies-Abkommen führte sie vom Flughafen Köln/Bonn zwischen dem 18. und 23. März mehrere Flüge durch, um russischen Militärbeobachtern die Möglichkeit zur Überprüfung von Überwachungselektronik zu geben.

## Militärische Nutzer

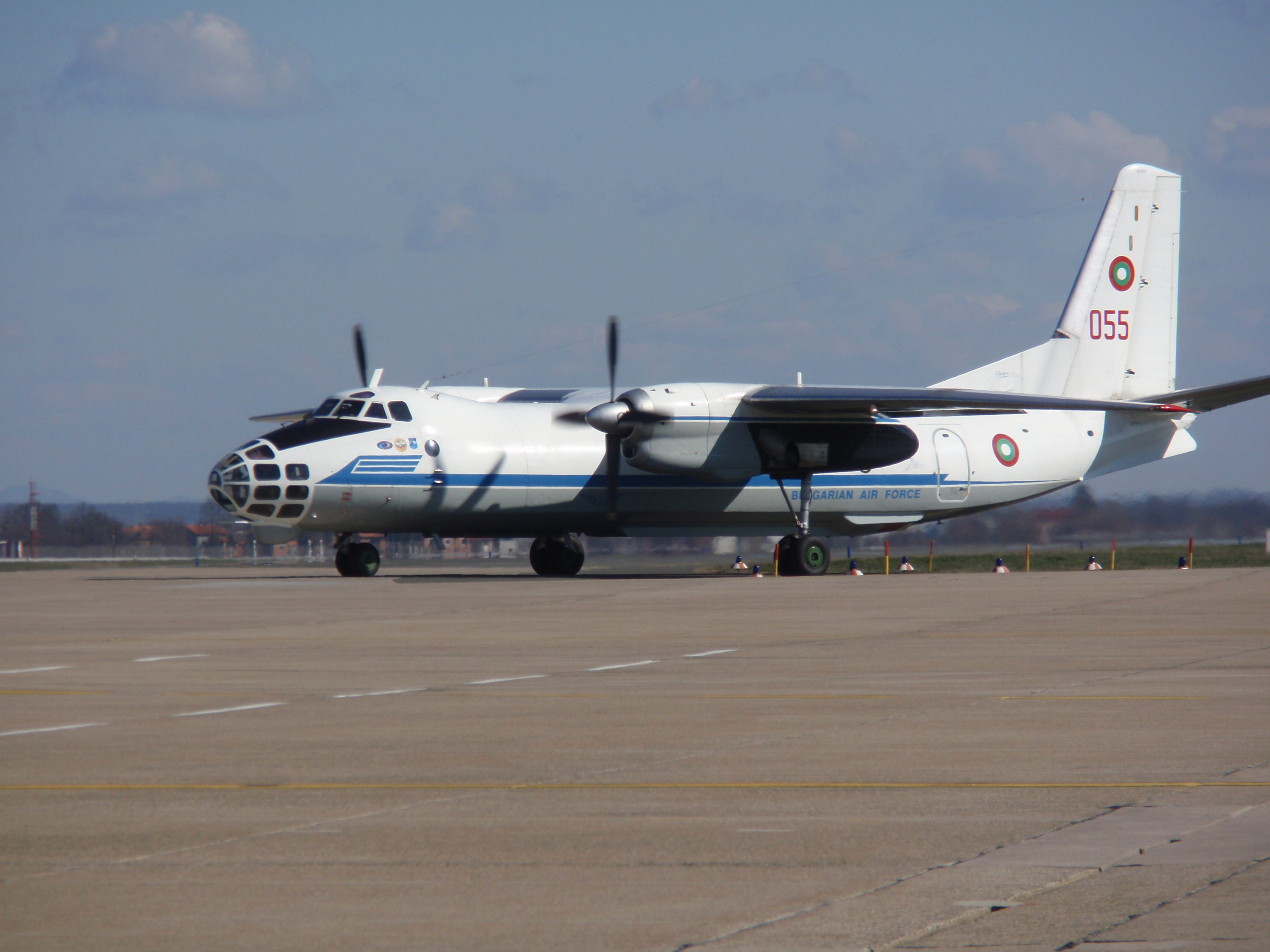
An-30 der bulgarischen Luftstreitkräfte

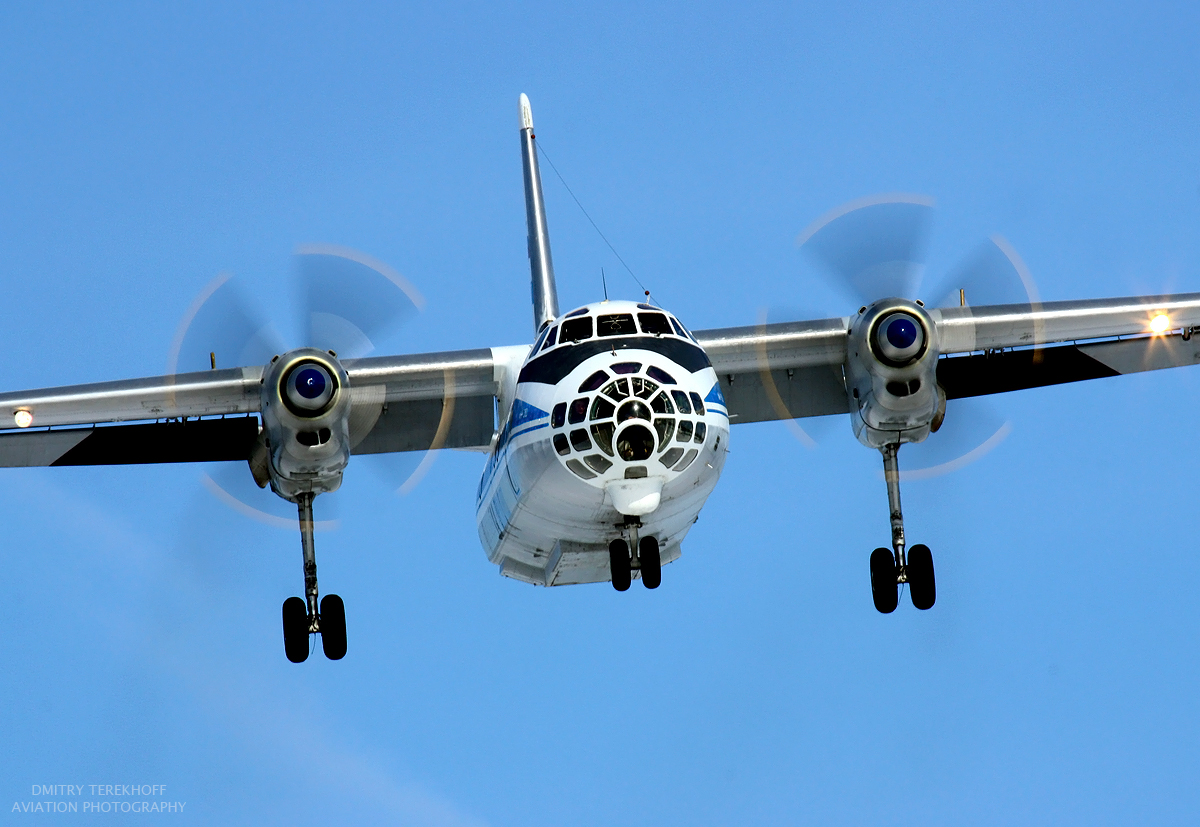
An-30, im Anflug, Flugplatz Kubinka

Afghanistan1 An-30 1985 geliefert.
 BulgarienBulgarische Luftstreitkräfte, 1 An-30
 Volksrepublik ChinaLuftstreitkräfte der Volksrepublik China
 KasachstanKasachische Luftstreitkräfte
 RumänienRumänische Luftstreitkräfte, geliefert wurden 3 Maschinen, je nach Quelle sind davon Stand 2022 noch eine oder zwei im Einsatz.
 RusslandRussische Luftwaffe
 SowjetunionLuftstreitkräfte der Sowjetunion
 TschechienTschechische Luftstreitkräfte
 UkraineUkrainische Luftstreitkräfte
 Vietnam

## Zwischenfälle
Vom Erstflug 1967 bis Dezember 2023 kam es mit Antonow An-30 zu 6 Totalschäden von Flugzeugen. Bei 3 davon kamen insgesamt 17 Menschen ums Leben.

## Technische Daten
| Kenngröße             | Daten |
| --------------------- | --- |
| Besatzung             | 5–7 |
| Länge                 | 24,26 m |
| Spannweite            | 29,20 m |
| Höhe                  | 8,32 m |
| Flügelfläche          | 74,98 m² |
| Flügelstreckung       | 11,38 |
| Rumpfdurchmesser      | 2,90 m |
| Kabinenhöhe/-breite   | 1,91 m × 2,76 m |
| Spurbreite            | 7,90 m (Hauptfahrwerk) |
| Leermasse             | 15.590 kg |
| Startmasse            | maximal 23.000 kg |
| Flächenbelastung      | 306,7 kg/m² |
| Leistungsbelastung    | 4,1 kg/WPS |

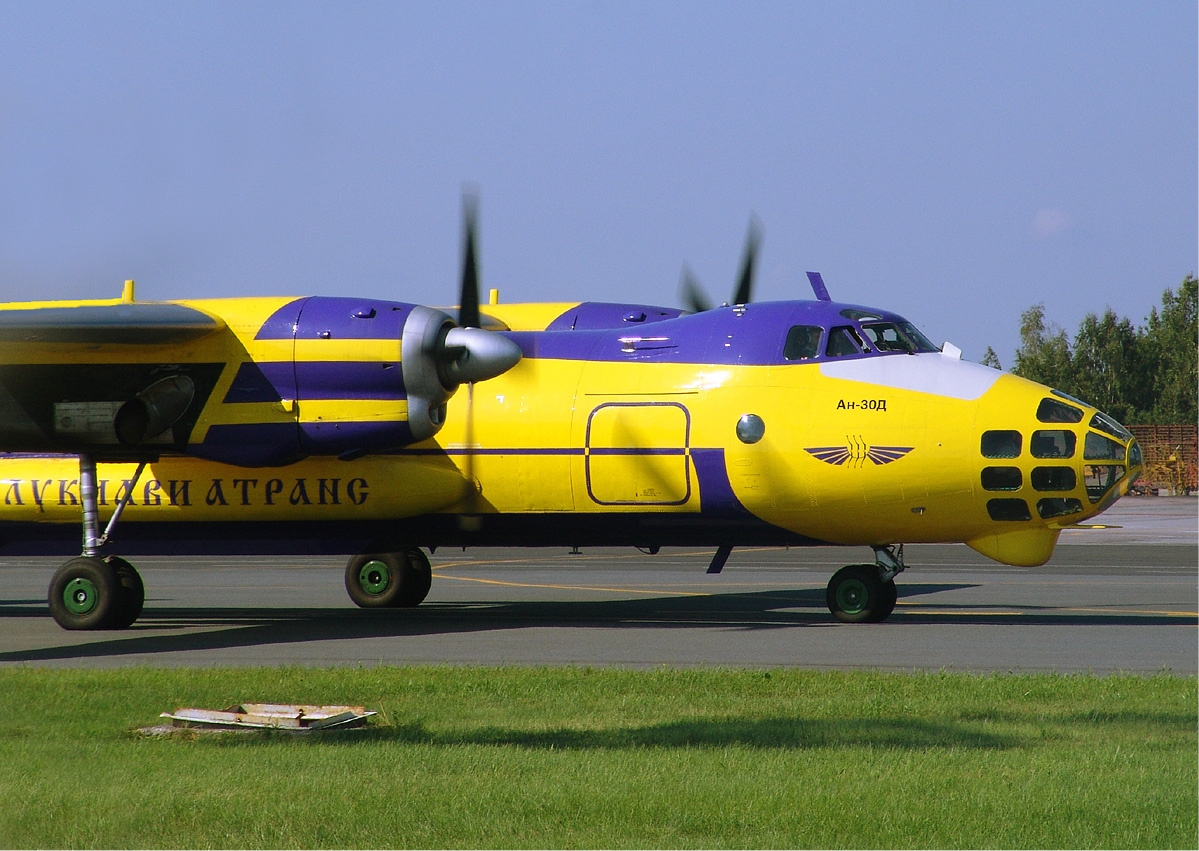
Eine An-30D der Lukawiatrans

| Antrieb               | - 2 Iwtschenko AI-24WT-Turboproptriebwerke mit je 2.075 kW (ca. 2.820 PS) - 1 Tumanski RU-19A-300-Strahltriebwerk mit 8,8 kN Schub |
| Höchstgeschwindigkeit | 540 km/h in 6.000 m Höhe |
| Reisegeschwindigkeit  | 450 km/h |
| Dienstgipfelhöhe      | 7.300 m ohne RU-19A-300 8.400 m mit RU-19A-300                                                                                     |
| Reichweite            | 2.600 km |